# ONE, Inc.
ONE, Inc. fue una organización y una revista LGBT de Estados Unidos perteneciente al movimiento homófilo.
La idea de una publicación dedicada a los homosexuales surgió en una reunión de la Mattachine Society el 15 de octubre de 1952. Entre los primeros editores de ONE Magazine estaban los fundadores de Mattachine Society y de The Knights of the Clock, un grupo de apoyo para parejas gay interraciales que había sido fundado en Los Ángeles en 1950. La documentación de la fundación de ONE Inc. fueron firmadas el 15 de noviembre de 1952 por «Tony Sanchez» (un seudónimo),  Martin Block y Dale Jennings. Otros fundadores fueron Merton Bird, W. Dorr Legg, Don Slater y Chuck Rowland. Jennings y Rowland también fueron fundadores de la Mattachine Society.
En enero de 1953 ONE, Inc. comenzó la publicación de ONE Magazine, la primera publicación a favor de los gais que tuvo continuidad y que fue vendida abiertamente en las calles de Los Ángeles. En octubre de 1954 el servicio de correos de EE. UU. declaró «obscena» la revista, lo que impedía que fuera enviada por correo y dificultaba su distribución. ONE fue a juicio y ganó en 1958, al aplicarse la jurisprudencia establecida en el caso Roth contra los Estados Unidos, que cambió fundamentalmente la interpretación de la Primera Enmienda. La revista continuó publicándose hasta 1967.
ONE, Inc. también publicó la revista ONE Institute Quarterly (en la actualidad Journal of Homosexuality). Comenzaron a realizar simposios y contribuyeron en gran medida al estudio de la homosexualidad (entonces llamado estudios homófilos).
ONE admitía mujeres y Joan Corbin (como «Eve Elloree»), Irma Wolf (como «Ann Carrl Reid»), Stella Rush (como «Sten Russell»), Helen Sandoz (como «Helen Sanders») y Betty Perdue (como «Geraldine Jackson») fueron fundamentales en el éxito inicial. ONE y Mattachine por su parte, prestaban una ayuda vital a Daughters of Bilitis en la publicación de su boletín The Ladder en 1965. Daughters of Bilitis fue la coreespondiente organización lésbica de Mattachine Society y ambas organizaciones trabajaron juntas en algunas campañas y series de lecturas. Bilits fue atacada a comienzos de la década de 1970 por estar del lado de Mattachine y ONE, en vez de estar del lado de las feministas sepratistas.
En 1965 ONE se separó por diferencias irreconciliables entre en director financiero de ONE, Dorr Legg, y el editor de ONE Magazine , Don Slater. Tras una lucha judicial de dos años, la fracción de Dorr Legg retuvo el nombre «ONE, Inc.» y la fracción de Don Slater mantuvo la mayor parte de la biblioteca y los archivos. En 1968, la fracción de Slater se convirtió en el Homosexual Information Center o HIC, una organización sin ánimo de lucro que todavía existe.
En 1996, ONE, Inc. se subsumió en ISHR, el Institute for the Study of Human Resources, una organización sin ánimo de lucro creada por el filántropo transgénero Reed Erickson. En 2005, el HIC donó muchos de su material histórico, incluyendo la mayoría de la biblioteca de ONE Blanche M. Baker Memorial Library a la Vern and Bonnie Bullough Collection on Sex and Gender, una colección especial dentro de la Oviatt Library en la California State University, Northridge.

## Nortas
1. ↑  Sentencia One, Inc. contra Olesen, 335 U.S. 371 (1958), revocando la sentencia del tribunal del noveno circuito de apelación per curiam y citando Roth contra los Estados Unidos, 354 U.S. 476. Véase texto completo de opinión (en inglés).
2. ↑  Homosexual Information Center
3. ↑  Institute for the Study of Human Resources
4. ↑  Vern and Bonnie Bullough Collection on Sex and Gender